# Наний, Михаил Валерьевич
Михаил Валерьевич Наний (род. 27 июня 1988) — российский дзюдоист, чемпион России, мастер спорта России.

## Спортивные результаты
- Кубок Европы по дзюдо среди кадетов 2004 года — ;
- Первенство России по дзюдо среди кадетов 2004 года — ;
- Первенство России по дзюдо среди юниоров 2007 года — ;
- Международный турнир по дзюдо 2014 года (Рейкьявик) — ;
- Чемпионат России по дзюдо 2014 года — ;